# Exército Mexicano
O Exército Mexicano (em castelhano:  Ejército Méxicano) é o braço terrestre e o maior das Forças Armadas do México; é também conhecido como o Exército de Defesa Nacional. Ficou famoso por ser o primeiro exército a adotar e usar um rifle automático, o fuzil Mondragón, em 1899. O Exército Mexicano possui uma força ativa de 241 717 homens (2023).

## Galeria de fotos

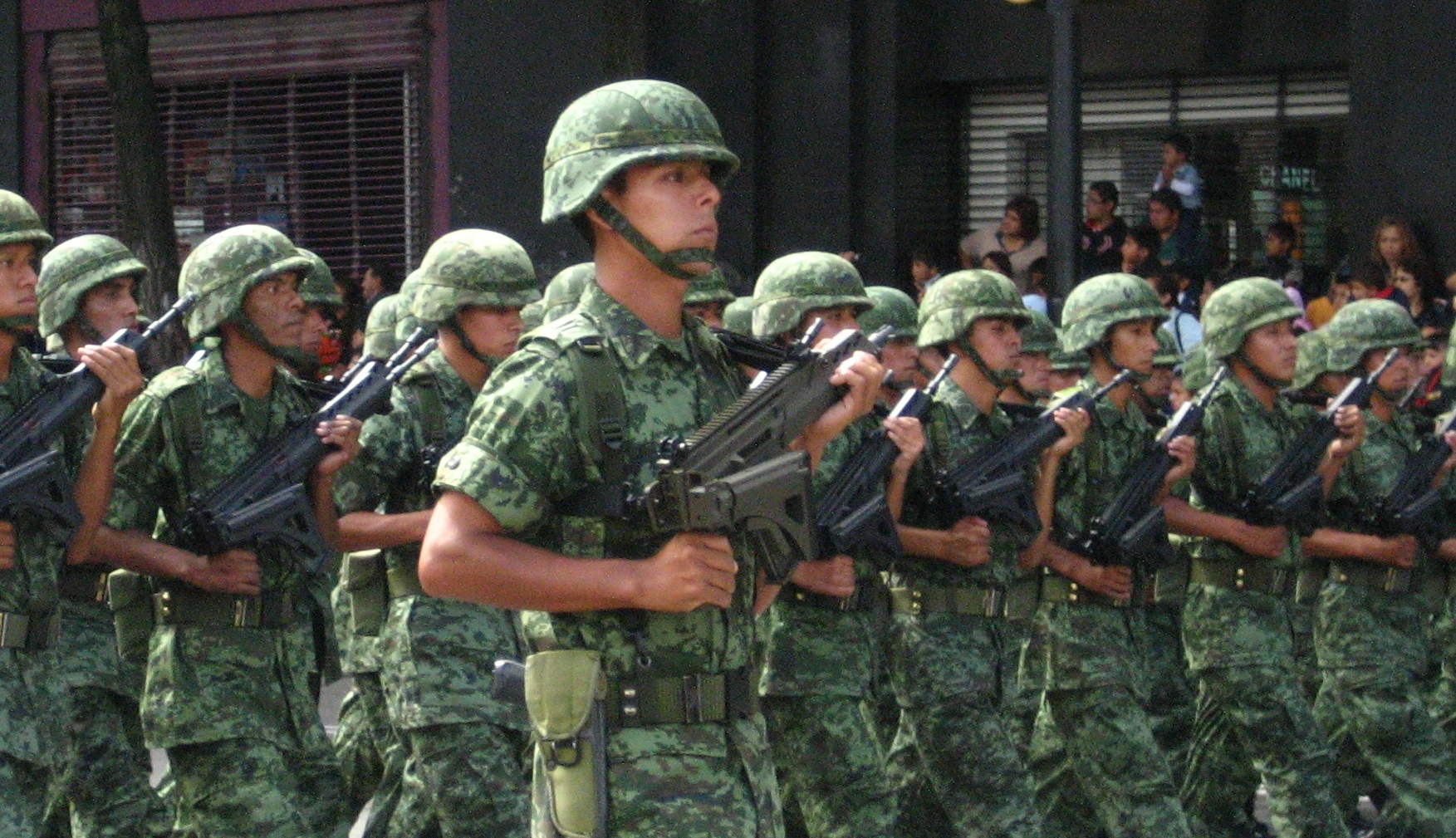
Soldados da reserva.
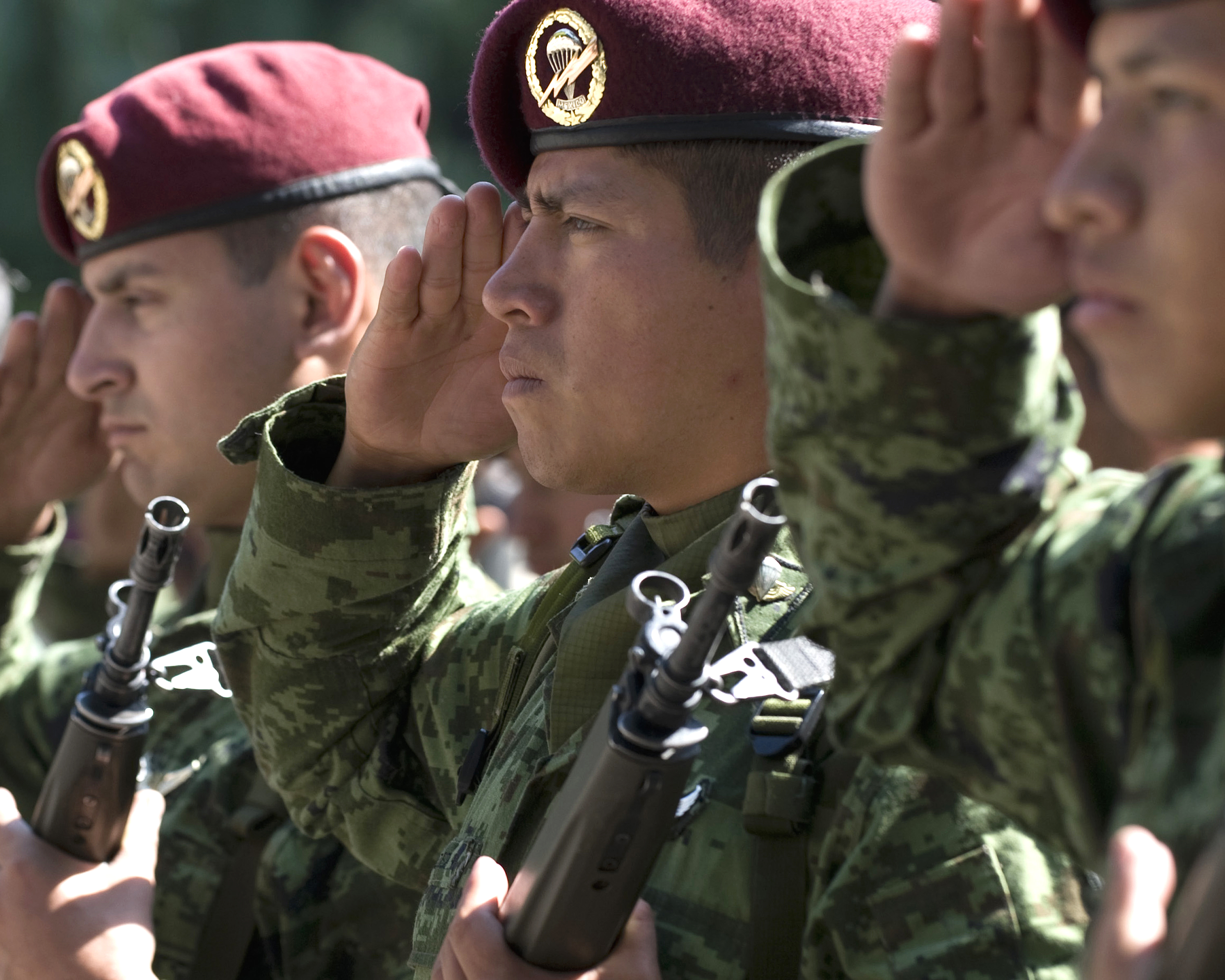
Soldados da brigada paraquedista.
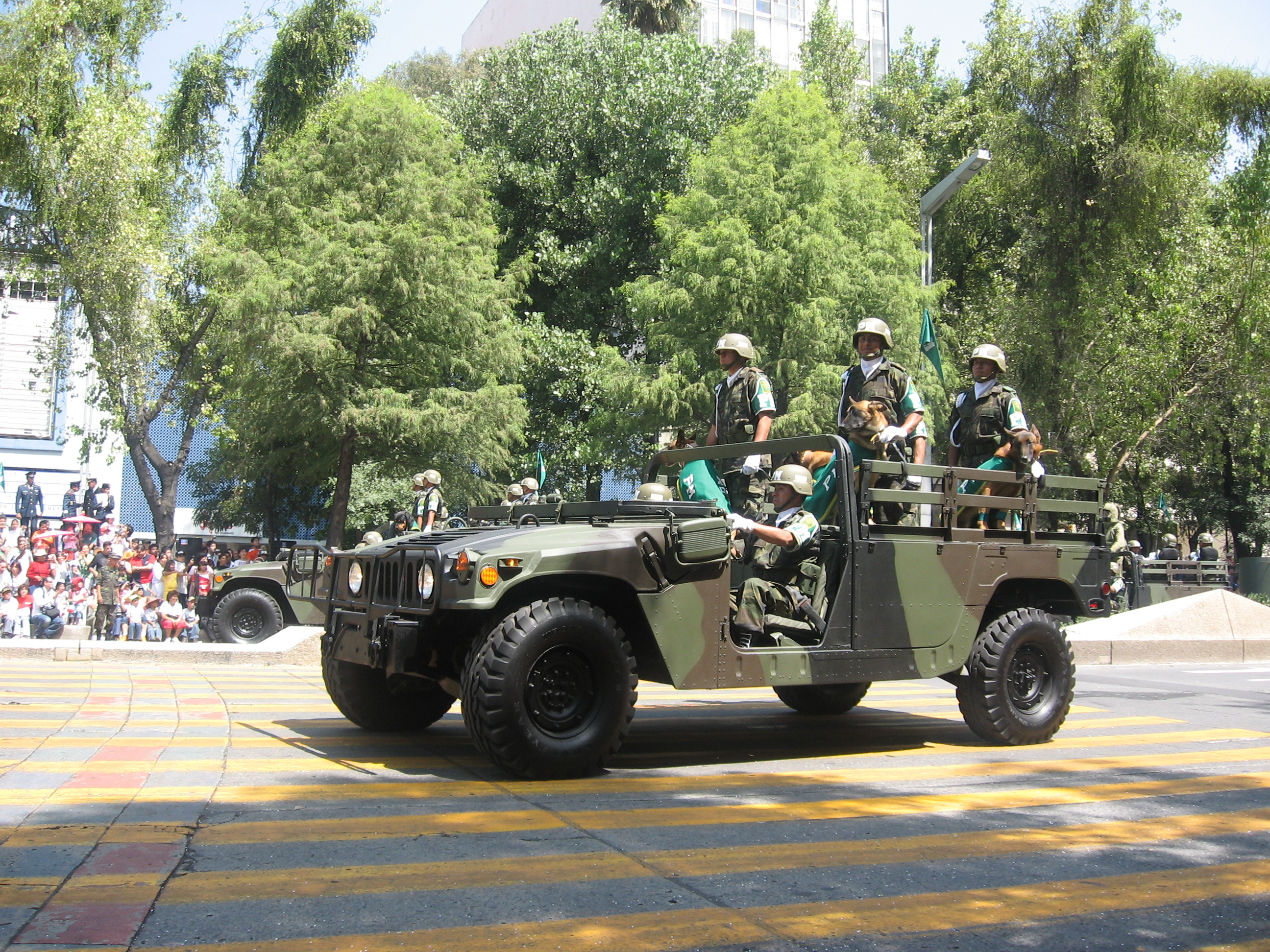
Um jipe do exército.
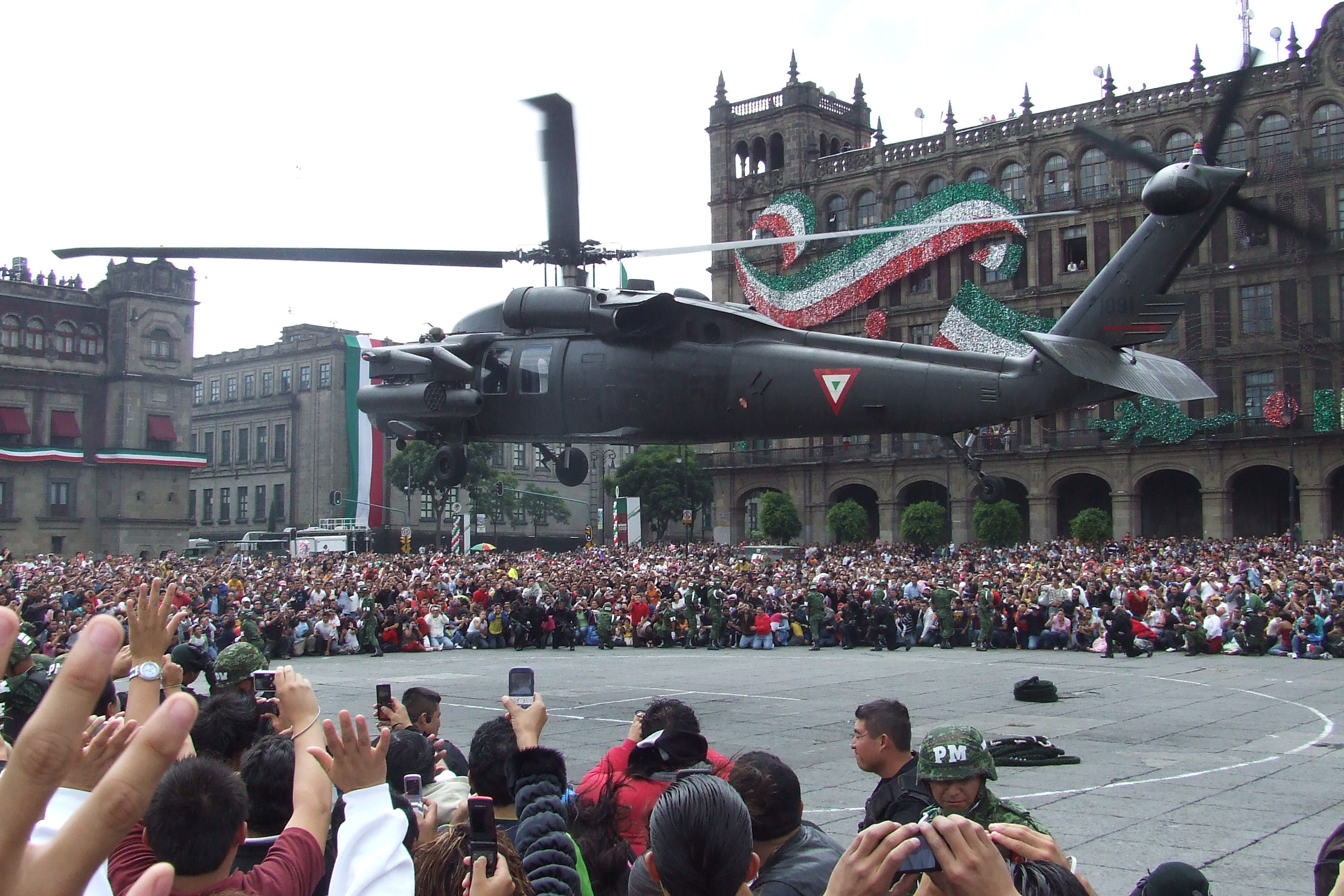
Um helicóptero UH-60 do exército mexicano.
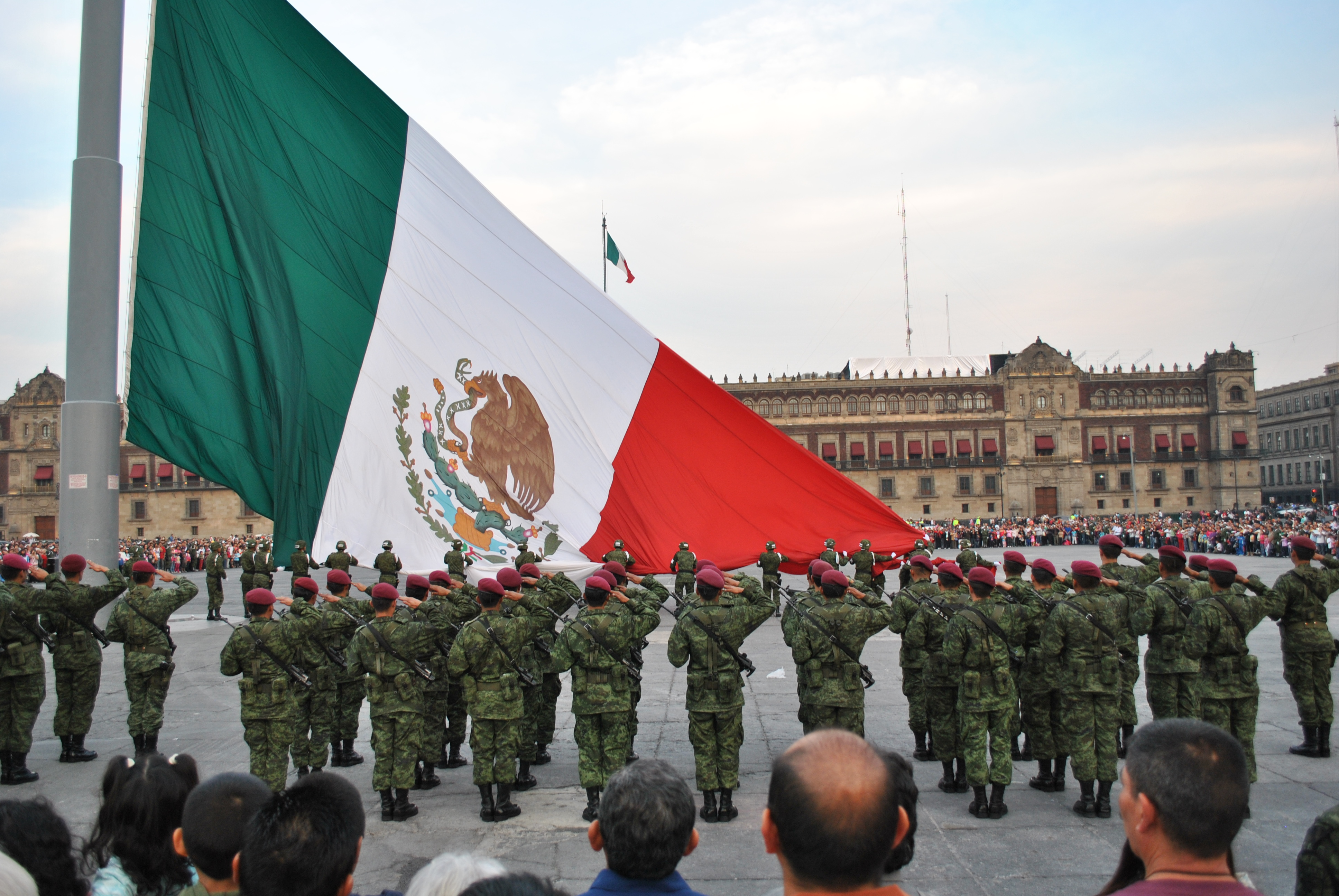
Militares mexicanos honrando a bandeira do país.
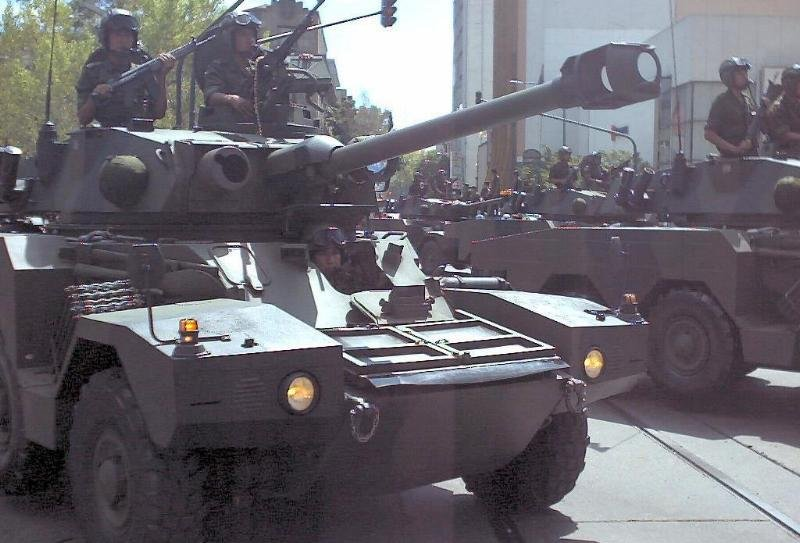
Blindados ERC-90 de fabricação francesa.
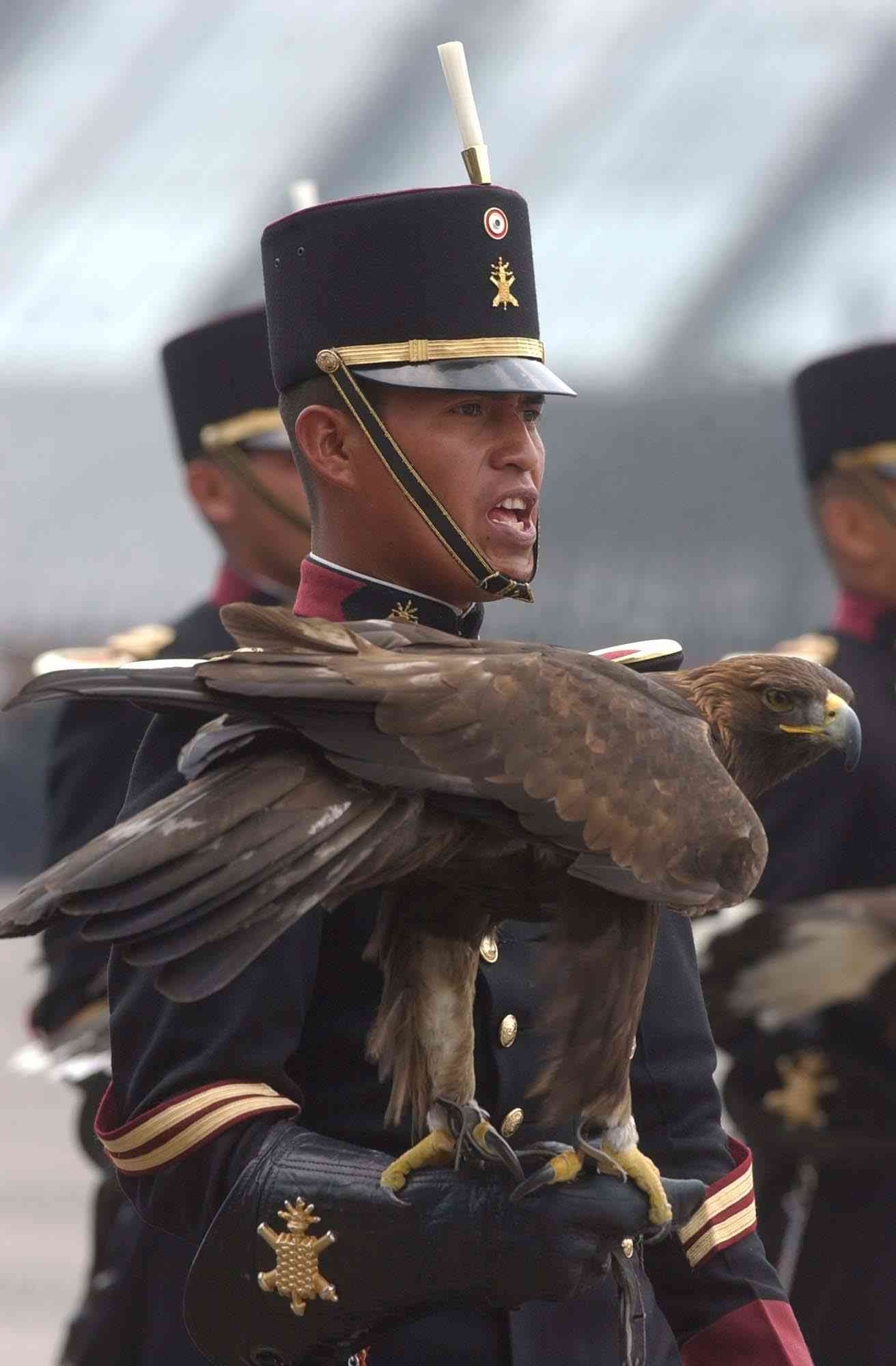
Cadetes da academia militar mexicana.
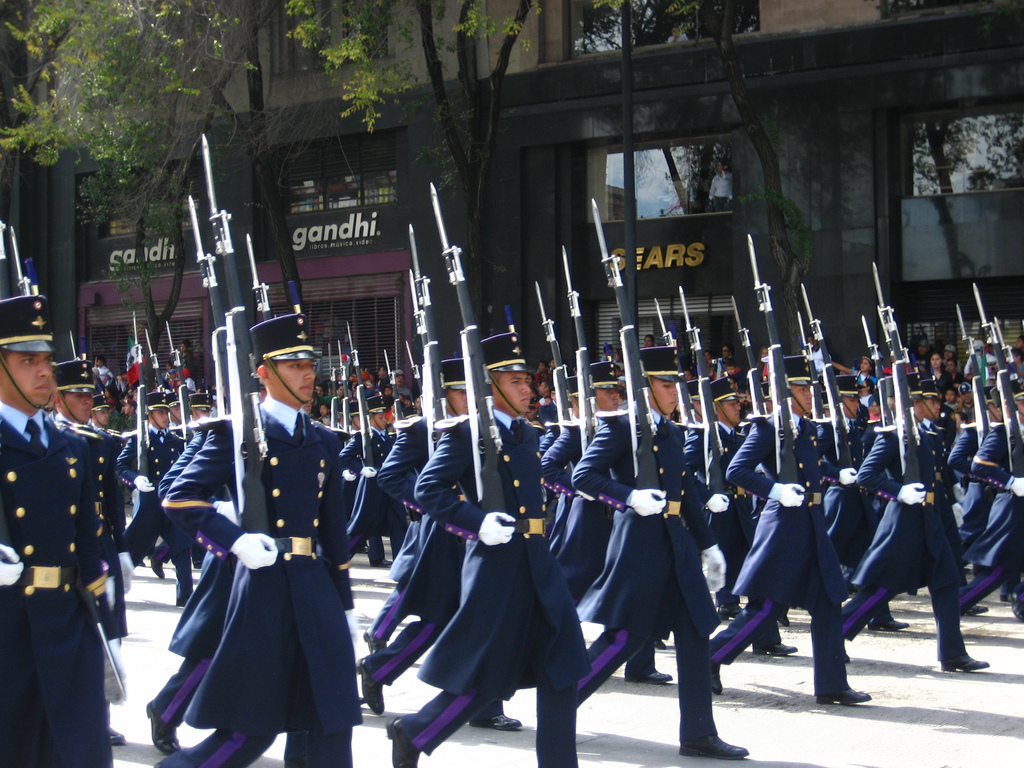
Militares mexicanos desfilando na Parada de Independência com um uniforme cerimonial.
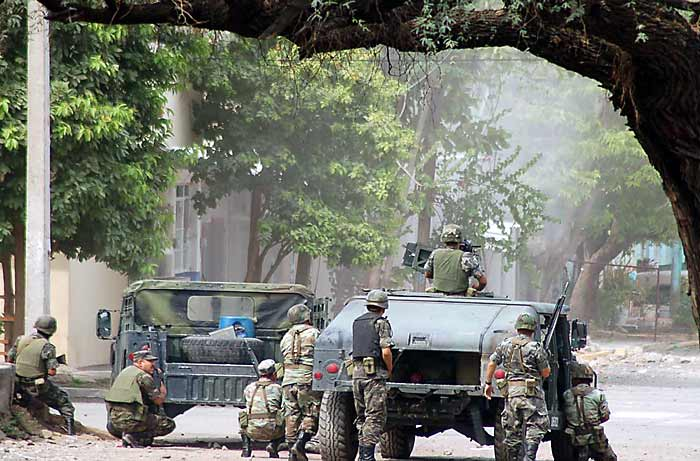
Exército mexicano em um confronto.